# Chiesa e convento di San Francesco da Paola
La chiesa di San Francesco da Paola in Monopoli è sede della parrocchia della Santissima Trinità della diocesi di Conversano-Monopoli ed è retta dai frati minori francescani.

## La storia
La fondazione della chiesa e del convento di San Francesco da Paola avviene il 2 marzo 1530, grazie alla donazione della nobildonna locale Laura Palmieri. Oltre ad una chiesetta, dal titolo di Gesù e Maria, furono donati anche un podere e alcuni altri edifici: da questo primo nucleo venne ricavato il convento vero e proprio e nel 1543 iniziarono i lavori per la nuova chiesa, completata nel 1623. Molte famiglie monopolitane concorsero all'abbellimento della chiesa, costruendo le proprie cappelle nell'edificio e facendo da committenza per importanti opere d'arte come il quadro raffigurante i santi Rocco e Sebastiano in gloria di Jacopo Palma il Giovane, oggi conservato in cattedrale. Viene anche commissionato un ciclo di affreschi nel chiostro del convento, concluso già nel 1603 ma probabilmente totalmente rifatto, dopo i danni per la caduta di un fulmine, agli inizi del Settecento, come rivela lo stile pittorico: ogni affresco, che rappresenta un episodio della vita o un miracolo di san Francesco da Paola, è caricato dello stemma nobiliare della famiglia che l'ha finanziato. Nel 1648 san Francesco di Paola viene acclamato come patrono: a tutt'oggi è il patrono secondario della città di Monopoli, a cui il sindaco offre le chiavi della città. Il convento fu utilizzato come lazzaretto, come caserma dei carabinieri e come sede di noviziato per alcuni religiosi croati.

## La struttura della chiesa e il chiostro
Delle nicchie che si aprono sull'ampia facciata, soltanto due conservano ancora le statue provenienti dal trionfo della cattedrale romanica: le altre furono invece collocate sul muraglione della stessa chiesa. All'interno dell'unica navata è custodita la statua del Santo, insieme ad altre opere recentemente restituite alla loro chiesa di destinazione, dopo aver peregrinato per altre parrocchie monopolitane. Nel chiostro del convento si trovano gli affreschi di cui sopra, rimaneggiati da Bernardino Greco.
Sicuramente più interessante è il chiostro, in pianta quadrata che si sviluppa in dodici arcate a tutto sesto, con volte a crociera. Le lunette in cui sono rappresentati gli affreschi sono venti, cinque per ogni ala del chiostro: sono tutte leggibili tranne due, caratterizzate da ampie e gravi lacune. Ogni riquadro, di chiara impronta barocca e ricco di scene naturalistiche, è caratterizzato tuttavia da senso di semplicità, chiarezza, attenzione all'umile sguardo del fedele che doveva capire, al primo sguardo, l'atto misericordioso o miracoloso del santo di Paola. Ogni riquadro è accompagnato da alcuni versi, dipinti al di sotto, probabilmente di Fulvio Frugoni.
L'autore dei riquadri potrebbe essere Bernardino Greco, di Copertino, autore di un ciclo di dipinti sulla vita del santo nel convento di Grottaglie, o un suo omonimo, visto che comunque sotto le lunette vi è scritto: Bernardinus Graecus Cupertiniense pingebat.